# Botanophila angulosa
Botanophila angulosa este o specie de muște din genul Botanophila, familia Anthomyiidae. A fost descrisă pentru prima dată de Ringdahl în anul 1930. Conform Catalogue of Life specia Botanophila angulosa nu are subspecii cunoscute.